# Divandarreh (Verwaltungsbezirk)
Divandarreh (persisch شهرستان دیواندره) ist ein Schahrestan in der Provinz Kurdistan im Iran. Er enthält die Stadt Divandarreh, welche die Hauptstadt des Verwaltungsbezirks ist. 

## Kreise
Der Verwaltungsbezirk gliedert sich in folgende Kreise:
- Zentral (بخش مرکزی)
- Karaftu (بخش کرفتو)
- Saral (بخش سارال)

## Demografie
Bei der Volkszählung 2016 betrug die Einwohnerzahl des Schahrestan 80.040. Die Alphabetisierung lag bei 77 Prozent der Bevölkerung. Knapp 45 Prozent der Bevölkerung lebten in urbanen Regionen.
| Zensusjahr | Einwohnerzahl |
| ---------- | ------------- |
| 2011       | 81.963        |
| 2016       | 80.040        |